# Los Angeles River
Los Angeles River (The Narrows), dans l'édition originale en anglais américain) est un roman policier de Michael Connelly, paru en 2004. C'est le dixième roman mettant en scène le personnage d'Harry Bosch. Il s'agit de la suite du roman Le Poète.

## Résumé
Au cours de son investigation sur la mort de l'ancien profileur du FBI Terry McCaleb, l'ex-enquêteur des crimes et homicides Harry Bosch commence rapidement à suspecter que Terry n'est pas décédé de manière naturelle, mais aurait été tué par un assassin particulièrement habile. Les éléments et les détails concordants sont particulièrement dérangeants, cependant… aussi fou que cela puisse paraître, Bosch en vient à croire que l'auteur du crime n'est autre que Robert Backus, ancien directeur du FBI, également connu sous le nom de « Le Poète ». Excepté que… le Poète n'est plus. Après de nombreuses recherches, Bosch trouve une nouvelle piste qui le reconnecte avec le FBI. 
En parallèle, l'agent du FBI Rachel Walling, ancienne élève de Backus tout comme McCaleb, et qui a été envoyée dans le Dakota du Sud à la suite de son implication dans l'enquête sur le Poète, reçoit enfin cet appel qu'elle craignait tant : en effet, le Poète est toujours vivant. Et il ne l’a pas mise de côté. Ainsi, Walling et Bosch unissent leur force contre leurs supérieurs respectifs et parcourent Las Vegas, le désert du Nevada et les bas-fonds de Los Angeles à la recherche d'un Poète qui n'a rien perdu de sa magnificence ni de son amour pour la mort donnée avec une immense satisfaction.

## Personnages
- Hieronymus « Harry » Bosch : Détective privé, ancien inspecteur du LAPD.

- Rachel Walling : Agente spéciale du FBI, ancienne élève de Robert Backus.

- Robert Backus : Ancien directeur du FBI, tueur en série surnommé « Le Poète ».

- Graciela McCaleb : Veuve de Terry McCaleb.

- Buddy Lockridge : Ami et associé de Terry McCaleb.

- Randal Alpert : Agent spécial du FBI, chargé de superviser l’enquête officielle.

- Cherie Dei : Agente spéciale du FBI, collègue de Rachel Walling.

- Roy Lindell : Agent du FBI.

- Terry McCaleb : Ancien profileur du FBI, décédé.

- Jack McEvoy : Journaliste d’investigation.

- Eleanor Wish : Ancienne agente du FBI, ex-femme de Bosch.

- Madeline Bosch : fille de Harry Bosch.

## Contexte et chronologie
Los Angeles River, fait suite au roman Le Poète et constitue également une suite directe à Lumière morte. Il marque le retour de l’agent du FBI à la retraite Terry McCaleb, ainsi que du journaliste Jack McEvoy, et croise leurs trajectoires avec celle de Harry Bosch.
Bosch est désormais détective privé, ayant quitté le LAPD. Il est contacté par Graciela McCaleb, la veuve de Terry McCaleb, décédé récemment d’une crise cardiaque sur son bateau. Graciela soupçonne que la mort de son mari n’était pas naturelle, ce qui pousse Bosch à enquêter.
Au fil de ses recherches, Bosch découvre que Terry travaillait sur un dossier non résolu, potentiellement lié à un ancien tueur en série : « le Poète », supposé mort mais que Bosch soupçonne d’avoir survécu. Cette révélation relance une enquête fédérale dans laquelle Bosch croise à nouveau la route du FBI, notamment celle de l’agent Roy Lindell.
L’enquête prend une tournure plus personnelle pour Bosch lorsqu’il réalise que sa propre fille, Madeline, vit désormais avec son ancienne compagne Eleanor Wish à Hong Kong. Ce développement intime donne une nouvelle profondeur émotionnelle à son personnage, entre l’héritage du passé et une possible rédemption.

## Accueil critique
À sa sortie , il reçoit un accueil globalement positif, notamment pour sa capacité à réunir plusieurs fils narratifs des précédents romans de Michael Connelly, tout en approfondissant l’évolution de Harry Bosch.
Selon Publishers Weekly, il s’agit d’un « thriller sombre et ambitieux » qui offre à Bosch « l’une de ses enquêtes les plus personnelles, tout en proposant une résonance émotionnelle inhabituelle dans un roman policier ».
Le New York Times souligne que le roman fonctionne comme une « suite spirituelle » du Poète, tout en montrant un Bosch « plus introspectif, usé mais encore animé par une obsession de justice ». La critique note aussi la richesse de la structure narrative, alternant points de vue internes et externes.
Pour le Los Angeles Times, il est « une synthèse brillante du Bosch classique et du thriller fédéral à la X-Files, avec une tension psychologique croissante ».
Enfin, The Guardian note que « la rencontre entre Bosch et le Poète, longtemps différée, tient toutes ses promesses » et que l’ajout d’éléments plus personnels — notamment la paternité révélée de Bosch — « enrichit la série d’une nouvelle dimension ».

## Style narratif
Dans Los Angeles River, Michael Connelly adopte une narration à la première personne, ce qui constitue une exception dans la série Harry Bosch. Ce choix permet une immersion plus intime dans les pensées du détective, révélant ses doutes, ses intuitions et ses réflexions personnelles sur la justice, la solitude et la mémoire.
Le style de Connelly est salué pour sa sobriété et son efficacité. Il privilégie une écriture fluide, précise, et centrée sur l’enquête, tout en intégrant des éléments introspectifs et sociaux. Les dialogues sont réalistes et contribuent à la caractérisation des personnages, notamment dans les interactions entre Bosch et les agents du FBI.

## Éditions
Édition américaine originale
- (en) Michael Connelly, The narrows, New York, Little, Brown and Company, 2004, 404 p. (ISBN 978-0-3161-5530-4)

Éditions françaises
- Michael Connelly (trad. de l'anglais américain par Robert Pépin), Los Angeles River [« City of Bones »], Paris, Éditions du Seuil, coll. « Seuil policiers », 2004, 367 p. (ISBN 978-2-0205-8827-0)

Le roman à fait l'objet de quatre rééditions en France.

## Livres audio
La traduction française du roman (traduit de l'américain par Robert Pépin) a fait l'objet, en 2005 et 2006 de deux éditions sous forme de livre audio, dans une même narration de François Berland, d'une durée de 11 heures 40 minutes.